# 阿波帕

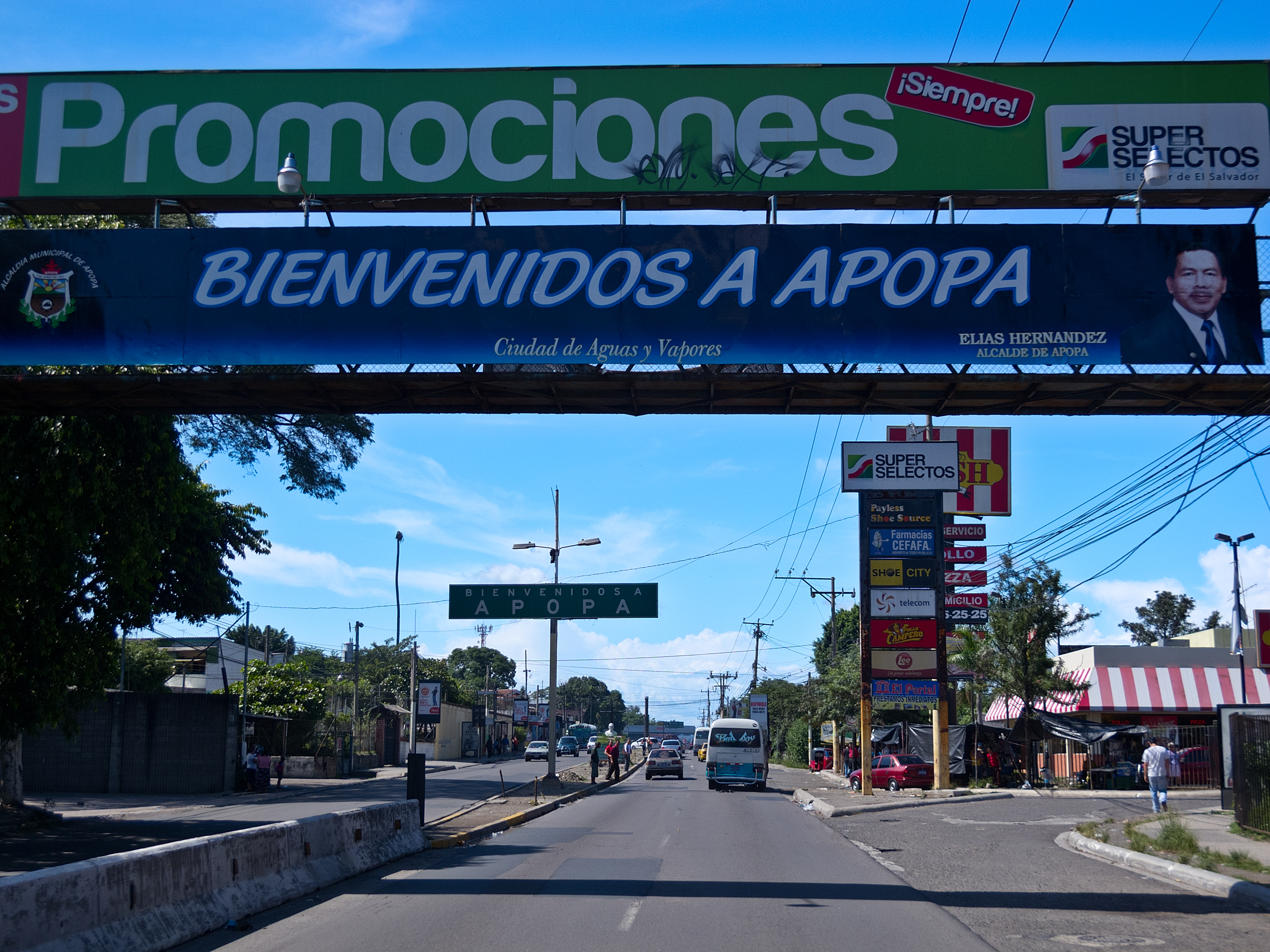

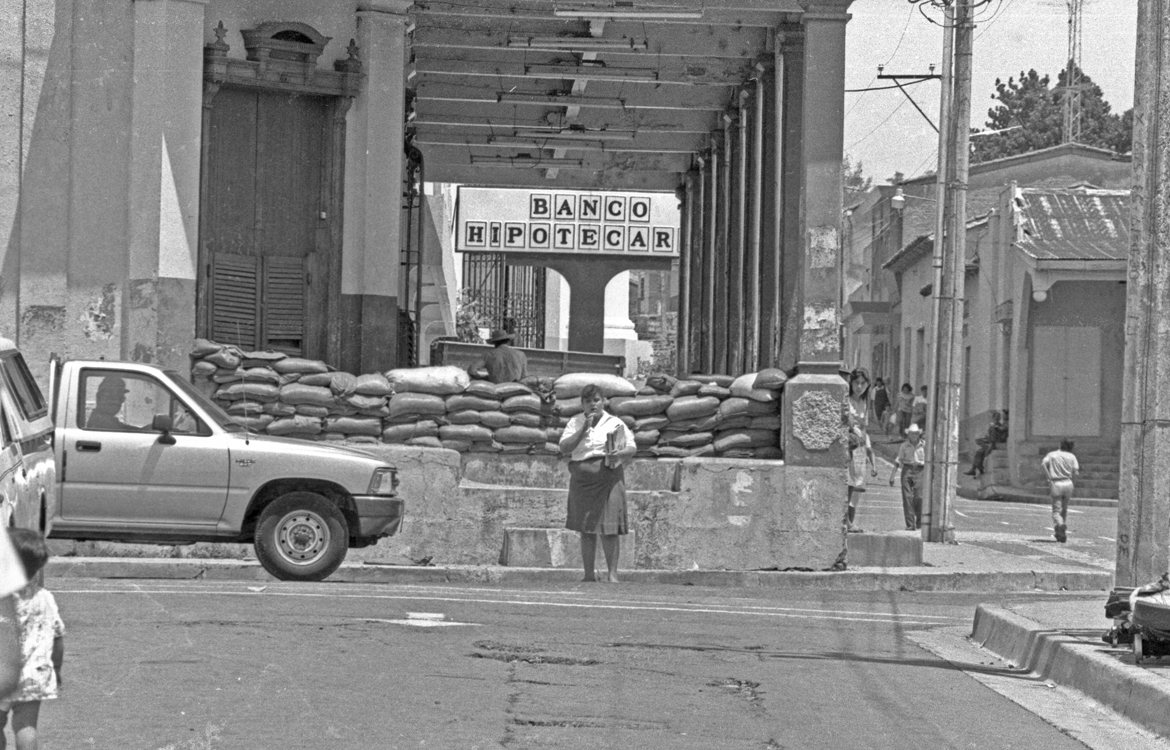

阿波帕（西班牙語：Apopa），是薩爾瓦多的城鎮，位於該國中西部，由聖薩爾瓦多省負責管轄，面積51.84平方公里，海拔高度404米，2007年人口131,286，人口密度每平方公里2,532.52人。